# Finlands cup för damer
Finlands cup för damer (finska: Naisten Suomen Cup) är Finlands nationella damturnering i fotboll. Turneringen spelades första gången 1981.

## Finaler
Lista över finaler:
| År   | Etta                 | Tvåa                  | Finalresultat                             |
| ---- | -------------------- | --------------------- | ----------------------------------------- |
| 1981 | HJK Helsinki         | Kemin Into            | 0–0 efter förlängning, 4–3 efter straffar |
| 1982 | Kemin Into           | Turun Pyrkivä         | 2–1                                       |
| 1983 | Puotinkylän Valtti   | Koparit               | 4–1                                       |
| 1984 | HJK Helsinki         | Kemin Into            | 2–0                                       |
| 1985 | HJK Helsinki         | Puotinkylän Valtti    | 3–0                                       |
| 1986 | HJK Helsinki         | Herttoniemen Toverit  | 3–0                                       |
| 1987 | Herttoniemen Toverit | Turun Pyrkivä         | 5–1                                       |
| 1988 | Herttoniemen Toverit | HJK Helsinki          | 2–1                                       |
| 1989 | Herttoniemen Toverit | PP-Futis              | 1–0                                       |
| 1990 | Helsinki United      | Kontulan Urheilijat   | 3–2                                       |
| 1991 | HJK Helsinki         | FC Ilves              | 2–2 efter förlängning, 3–2 efter straffar |
| 1992 | HJK Helsinki         | Kontulan Urheilijat   | 2–1 efter förlängning                     |
| 1993 | HJK Helsinki         | Kontulan Urheilijat   | 4–0                                       |
| 1994 | Turun Pyrkivä        | HJK Helsinki          | 2–0                                       |
| 1995 | Kontulan Urheilijat  | Tikkurilan Palloseura | 3–0                                       |
| 1996 | Puistolan Urheilijat | HJK Helsinki          | 2–1                                       |
| 1997 | Malmin Palloseura    | FC Ilves              | 3–1 efter förlängning                     |
| 1998 | HJK Helsinki         | Malmin Palloseura     | 3–1                                       |
| 1999 | HJK Helsinki         | FC United             | 3–1                                       |
| 2000 | HJK Helsinki         | FC United             | 3–0                                       |
| 2001 | FC United            | HJK Helsinki          | 2–1                                       |
| 2002 | HJK Helsinki         | FC United             | 3–0                                       |
| 2003 | Malmin Palloseura    | HJK Helsinki          | 1–0                                       |
| 2004 | FC United            | HJK Helsinki          | 1–0                                       |
| 2005 | FC United            | FC Espoo              | 1–0                                       |
| 2006 | HJK Helsinki         | FC United             | 3–0                                       |
| 2007 | HJK Helsinki         | FC Honka              | 3–1 efter förlängning                     |
| 2008 | HJK Helsinki         | FC Kuusysi            | 3–1                                       |
| 2009 | FC Honka             | HJK Helsinki          | 1–0                                       |
| 2010 | HJK Helsinki         | FC Ilves              | 2–1                                       |
| 2011 | PK-35 Vantaa         | FC Ilves              | 2–0                                       |
| 2012 | PK-35 Vantaa         | Pallokissat           | 2–1                                       |
| 2013 | PK-35 Vantaa         | HJK Helsinki          | 2–0                                       |
| 2014 | FC Honka             | FC Ilves              | 2–1 efter förlängning                     |
| 2015 | FC Honka             | HJK Helsinki          | 4–3                                       |
| 2016 | PK-35 Vantaa         | FC Honka              | 2–0                                       |

### Fotnoter
1. ↑  ”Finland - List of Women Cup Finals” (på engelska). RSSSF. http://www.rsssf.com/tablesf/fin-womcuphist.html. Läst 9 december 2015.
2. ↑  ”PK-35 ilman pelikuria cup-mestariksi”. mtv3.fi. 24 september 2011. http://www.mtv3.fi/urheilu/futis/uutiset.shtml/2011/09/1396753/pk-35-ilman-pelikuria-cup-mestariksi. Läst 9 december 2015.
3. ↑  ”PK-35 Vantaa vei naisten Suomen cupin”. iltasanomat.fi. 30 september 2012. Arkiverad från originalet den 24 september 2015. https://web.archive.org/web/20150924051122/http://www.iltasanomat.fi/jalkapallo/art-1288503754760.html?ref=lk_hs_po_2. Läst 9 december 2015.
4. ↑  Honka vei naisten Suomen Cupin yle.fi